# Bill Hougland
William Marion "Bill" Hougland (Caldwell, 20 de junho de 1930 – Lawrence, 6 de março de 2017) foi um basquetebolista estadunidense que integrou a Seleção Estadunidense na conquista da Medalha de Ouro em duas ocasiões, a disputada nos XV Jogos Olímpicos de Verão em 1952 realizados em Helsínquia na Finlândia e a disputada nos XVI Jogos Olímpicos de Verão em 1956 realizados em Melbourne na Austrália.